# 673 a.C.
Il 673 a.C. (DCLXXIII a.C. in numeri romani) è un anno  del VII secolo a.C.

## Eventi
- Tullo Ostilio diventa il terzo re di Roma, succedendo a Numa Pompilio.

## Morti
- Mezio Fufezio, re latino
- Numa Pompilio, re romano (n. 754 a.C.)